# Granada (Cundinamarca)
Granada è un comune della Colombia facente parte del dipartimento di Cundinamarca.
Il comune venne istituito il 5 agosto 1995.